# Amazing (chanson d'Inna)
Pour les articles homonymes, voir Amazing.
Singles de Inna
Déjà Vu
(2009) 10 Minutes
(2010)
Amazing est une chanson enregistrée par la chanteuse roumaine Inna pour son premier album studio, Hot (2009). Il est sorti en tant que quatrième single du disque le 6 août 2009. Écrit et produit par Sebastian Barac, Radu Bolfea et Marcel Botezan, membres de Play & Win. "Amazing" est un morceau techno avec de la guitare espagnole et des percussions dans sa mélodie. Un critique a cependant considéré la chanson comme étant similaire au travail passé d'Inna, avec l'ajout de nouveaux éléments. D'autres critiques de musique ont donné des avis positifs du single et ont loué sa construction et prévoyaient son succès commercial.
Play & Win ont été impliqués dans une controverse sur la rupture de contrat en août 2009, la chanteuse roumaine Anca Badiu soutenant que "Amazing" lui avait été initialement destiné avant d'être attribué à Inna. La chanson a été accompagnée d'un clip vidéo diffusé la première fois le 10 septembre 2009. Tourné par Tom Boxer dans l' océan Atlantique et près de Lisbonne, il met en scène la chanteuse surfant et sauvée de la noyade par un sauveteur . Pour assurer la promotion, Inna a également chanté "Amazing" à plusieurs reprises, notamment aux Eska Music Awards 2010 et aux MAD Video Music Awards . Sur le plan commercial, la chanson a dominé les charts en Roumanie et en Bulgarie, tout en atteignant le top 20 dans plusieurs autres pays. Elle a également été nommée dans deux catégories , à savoir aux Prix de la musique roumaine 2010, et a remporté dans la section Pop / Dance le titre de chanson de l'année aux  Radio România Actualități Awards 2010.

## Contexte et composition
"Amazing" a été écrit et produit par Sebastian Barac, Radu Bolfea et Marcel Botezan, membres du trio roumain Play & Win . La chanson a été publiée sur le site Web officiel d'Inna le 6 août 2009, comme quatrième single de son premier album studio Hot (2009). Le critique du The Guardian Paul Lester  relève une guitare espagnole et des percussions dans l'instrumentation de la chanson, et a appelé son genre la "techno castillane pas mauvaise ». Un rédacteur du site Web roumain Divercity Cafe a écrit que la piste était orientée "discothèque" et rappelait le travail passé d'Inna, tout en incorporant de nouveaux éléments.

## Réception et distinctions
Dès sa sortie, "Amazing" a reçu des avis généralement positifs de la part des critiques de musique . Un éditeur de Divercity Cafe a fait l'éloge de l'harmonie entre la voix d'Inna et l' instrumental, et prévoyait le succès commercial du single. Neeti Sarkar, écrivant pour The Hindu, a pensé que la chanson était "assez étonnante dans le sens où elle capte un tourbillon d'émotions, musicalement et autrement". Pro FM a répertorié "Amazing" dans sa liste de "16 hits avec lesquels Inna a marqué l'histoire". Aux Prix de la musique roumaine 2010, la piste a été nommée dans les catégories Meilleure chanson et Meilleure danse, et a remporté la chanson Pop / Dance de l'année à la Radio România Actualități 2010.
Sur le plan commercial, "Amazing" a dépassé le classement natif de Media Forest en octobre 2009 et les charts bulgares en décembre 2009, devenant le deuxième single d'Inna à atteindre le numéro un dans la première région après " Hot " (2008). En France, "Amazing" a fait ses débuts à la deuxième place du classement SNEP en juin 2010, où il s'est vendu à 100 000 exemplaires enregistrés en septembre 2010. La piste a atteint le numéro 10 en tant que nouvelle entrée la plus élevée sur le Schweizer Hitparade de la Suisse, tandis que d'autres placements de top 10 ont été réalisés en Russie, au Dance chart du Royaume-Uni, de la Grèce et de la Pologne.

## Controverse

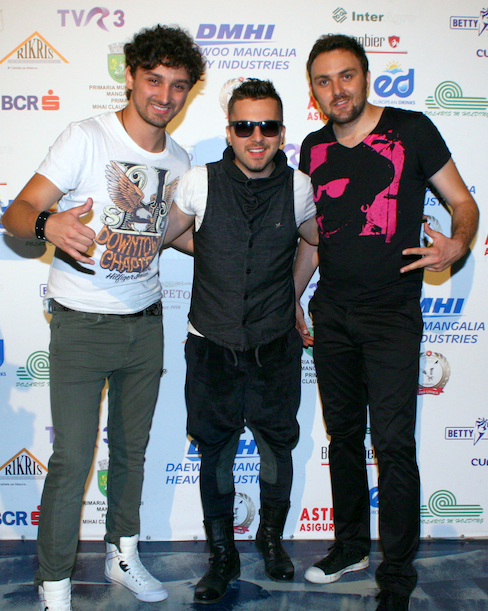
Play & Win ont été impliqués dans une controverse de rupture de contrat en août 2009,.

En août 2009, "Amazing" a suscité la controverse lorsque la chanteuse roumaine Anca Badiu a accusé Play & Win d'avoir "volé" sa chanson et d'avoir effectué une rupture de contrat . Selon Badiu et MediaPro Music, le label auquel elle avait souscrit à l'époque, ils avaient payé à l'avance le trio de production 1 500 € pour "Amazing". Cependant, quelques jours après que Baidu ait enregistré le morceau et que le transfert d'argent présumé se soit produit, Inna a sorti "Amazing" en single. Play & Win a défendu leur décision: "Nous avons signé le contrat avec MediaPro Music, mais à un moment donné, nous avons réalisé que la version d'Anca ne pouvait pas être un succès, alors nous avons choisi Inna." , Un rédacteur de Showbiz.ro a mis en doute la crédibilité de leur prétexte devant les tribunaux, mais a estimé que "puisque en Roumanie, les lois sur le droit d'auteur et les obligations contractuelles des artistes et producteurs ne sont pas clairement définies, tout est possible". Ils ont également comparé le cas à un conflit similaire entre les musiciens roumains Adrian Sînă et Edward Maya concernant le single "Se Thelo" (2009)  Sarkar du journal The Hindu pensait que l'affaire était une raison du succès commercial de la chanson.

## Clip vidéo
Un clip vidéo d'accompagnement pour "Amazing" a été diffusé le 10 septembre 2009 sur le site Internet de la radio roumaine Radio 21. Il a été tourné par Tom Boxer au début août 2009 sur une plage de l' océan Atlantique et près de Lisbonne, au Portugal, en l'espace de deux jours,. Des images des coulisses ont été publiées sur Urban.ro le 1er septembre 2009. Inna se souvient du tournage: «C'était la première fois que nous [Boxer et Inna] travaillions ensemble et nous nous entendions très bien. J'ai fait tout ce que j'ai pu pour que la vidéo sorte dans les meilleures conditions. Ce fut une joie de tourner ce clip. J'ai traversé des endroits magnifique et j'ai rencontré de vrais surfeurs . Je suis tombé amoureux de leur style fou et discret [. . . ]."  Pour le clip, la chanteuse a également dû apprendre quelques mouvements de surf, ce qu'elle a réussi à faire dès le premier jour.
Le clip commence par des plans de la plage et d'Inna tenant une planche de surf dans ses mains, arborant une combinaison noire. Elle est ensuite vue en maillot de bain noir et blanc et rencontre par la suite des amis pour faire du surf. Apparemment en train de se noyer, elle est sauvée par un sauveteur au corps sculpté montré auparavant dans le clip. Ce dernier la ramène sur a plage et tente une réanimation bouche-à-bouche . La vidéo se termine sur les deux personnages, enlacés l'un près de l'autre. L'intrigue principale est entrecoupée de scènes secondaires comme celle où l'on voit Inna en train de se doucher en maillot de bain, devant un groupe de jeunes garçons, dégustant une glace et médusés par la beauté de la jeune femme.

## Performances en direct et autres utilisations
En 2010, Inna a interprété "Amazing" en direct le 23 avril aux Eska Music Awards en Bulgarie, et le 10 juillet aux Prix de la musique roumaine. La même année, la chanteuse a également interprété le titre le 14 juillet à Fun Radio en France, et durant l'événement musical français Starfloor le 23 octobre. L'apparition d'Inna aux Eska Music Awards a fait l'objet de controverses en raison d'un baiser entre deux danseurs masculins de fond, et elle a accidentellement exposé un de ses mamelons durant l'événement Starfloor. Elle chantera le single pendant son concert  "Inna: Live la Arenele Romane" à Bucarest le 17 mai, où elle est arrivée en hélicoptère "comme une diva", ainsi qu'au NRJ Music Tour Beirut le 23 juillet 2011. La chanteuse roumaine Andreea Bănică proposera un cover de "Amazing" lors de l'apparition d'Inna aux Prix de la musique roumaine 2010.

## Liste des pistes
- Versions officielles [a]

1. "Amazing (Play & Win Radio Edit Version)" - 3:31
2. "Amazing (Play & Win Extended Version)" - 4:32
3. «Amazing (UK Radio Edit Version)» - 2:21
4. "Amazing (Buzz Junkies Radio Edit)" - 3:34
5. "Amazing (Buzz Junkies Club Remix)" - 6:14
6. "Amazing(Buzz Junkies Dub)" - 6:14
7. "Amazing (DJ Feel Radio Edit)" - 3:37
8. "Amazing (DJ Feel Original Club Remix)" - 6:12
9. "Amazing (DJ Feel Vox Dub)" - 6:18
10. "Amazing (DJ Feel Instrumental)" - 6:18
11. "Amazing (Almighty Radio Edit)" - 3:58
12. "Amazing (Almighty Club Remix)" - 7:07
13. "Amazing (Almighty Dub)" - 7:06
14. "Amazing (Almighty Instrumental)" - 7:06
15. "Amazing (Frisco Radio Edit)" - 3:15
16. "Amazing (Frisco Club Remix)" - 5:01
17. "Amazing (Klubfiller Radio Edit)" - 3:07
18. "Amazing (Klubfiller Club Remix)" - 5:18

## Crédits et artistes
Crédits adaptés des notes de Hot et Urban.ro.
- Inna - chant principal
- Sebastian Barac - compositeur, producteur
- Radu Bolfea - compositeur, producteur
- Marcel Botezan - compositeur, producteur
- Tom Boxer - réalisateur du clip vidéo